# Ar-halba
Ar-Halba fut roi d'Ougarit, il succède à Niqmaddou II, son père, vers 1340.

## Biographie
Il choisit de se rallier à une révolte fomentée par le roi de Qadesh contre son suzerain, le roi hittite Mursili II. Cette rébellion tourne court, puisqu'elle est vite battue par les Hittites. Devant la déroute, une révolte se produit à Ougarit : Ar-Halba est renversé par son frère Niqmepa, qui se soumet aux Hittites.